# 矢野美紀 (バレーボール)
矢野 美紀（やの みき、1965年11月6日 - ）は、日本の元女子バレーボール選手、現指導者である。

## 来歴
愛媛県松山市出身。愛媛大学附属中学校からバレーボール強豪校であった京都市の成安女子高校にバレーボール留学し、同校在学中にインターハイ3位、国体5位などの好成績を残した。青山学院大学法学部に進学後は、1984年に東日本インカレ優勝や1985年インカレ準優勝など輝かしい成績をあげて、1988年に日本リーグの日本電気に入部した。
日本電気時代には長年チームの司令塔として活躍し、1992年度には主将を務めた。1991年には第24回日本リーグでサーブ賞を、第3回Vリーグでは優勝に貢献してベスト6賞を獲得した。第4回Vリーグをもって現役を引退した。
現役引退後は郷里に戻りNEC松山支店に勤務する傍ら、2004年にクラブチームのCLUB EHIMEを立ち上げた。2012年に単独開催では初となる愛媛国体の開催が内定すると、愛媛県は各競技で強化を図り、バレーボール競技においては現役時代に実績のある矢野に白羽の矢を立てた。CLUB EHIMEは競技力強化指定チームとなり、矢野がNEC在籍時の監督であった葛和伸元を招聘して強化を図った。
こうした強化策が結実し、CLUB EHIMEは2014年に平成26年度天皇杯・皇后杯全日本バレーボール選手権大会四国ブロックを勝ち抜き、ファイナルラウンドに初出場した。矢野は「四国代表になる力はついたが1回戦を突破できない。愛媛国体へ向けて頑張りたい」と話す。
2024年12月、チーム創設から22年間監督を務めたCLUB EHIMEを退任。2025年1月からは母校の青山学院大学の指導にあたる。
2025年3月、青山学院大学女子バレーボール部の監督に就任。

## 球歴
- ユニバーシアード代表 - 1987年

## 所属チーム
- 愛媛大学附属中学校
- 成安女子高等学校（1981-1984年）
- 青山学院大学（1984-1988年）
- 日本電気/NEC/NECレッドロケッツ（1988-1998年）

## 受賞歴
- 1991年 - 第24回日本リーグ サーブ賞
- 1997年 - 第3回Vリーグ ベスト6